# 玉泉街道 (大同市)
玉泉街道是中华人民共和国山西省大同市云冈区下辖的一个乡。2021年3月，设立玉泉街道。以原平泉街道的新回里、盛秀苑、建安里、平安里、新河里5个社区居委会的行政区域为玉泉街道的行政区域。

## 行政区划
玉泉街道下辖新回里、盛秀苑、建安里、平安里、新河里5个社区。